# PZL.5
Il PZL.5, indicato anche come PZL-5, era un aereo da turismo sportivo monomotore, biplano e biposto, sviluppato dall'azienda aeronautica polacca Państwowe Zakłady Lotnicze (PZL) nei tardi anni venti.
Destinato al mercato dell'aviazione generale, fu il primo aereo da turismo di progettazione polacca ad essere realizzato in serie. Utilizzato principalmente da alcuni aeroclub in territorio nazionale, partecipò con i suoi equipaggi ad alcune competizioni aeronautiche dell'epoca per la sua categoria, ottenendo buoni risultati.

## Storia del progetto
In Polonia l'interesse sviluppatosi attorno al mondo dell'aviazione civile da diporto si concretizzò tra il 1927 ed il 1929 con la creazione dei primi aeroclub che, all'aumentare degli iscritti, necessitavano di dotarsi di velivoli adatti alla formazione dei nuovi piloti civili. In quest'ambito il Ministerstwo Komunikacji (Ministero delle comunicazioni) e la Liga Obrony Powietrznej i Przeciwgazowej (Lega di difesa aerea ed antigas, LOPP), organizzazione paramilitare fondata nel 1928, promossero un concorso per la fornitura di un nuovo modello di produzione nazionale adatto allo scopo.
Nel frattempo Władysław Kozłowski, un progettista amatoriale, aveva iniziato, nel 1929, a disegnare un velivolo dall'impostazione classica simile al britannico de Havilland DH.60 Moth, un biplano biposto monomotore in configurazione traente, motorizzato con un motore Walter NZ-85 o di potenza equivalente, destinato ad operare come aereo da traino alianti. All'annuncio del LOPP la direzione tecnica della PZL contattò Kozłowski proponendo uno sviluppo congiunto del progetto e la costruzione del prototipo da presentare allo scopo di realizzarne una produzione in serie. Con la sovraintendenza dell'ingegnere Stefan Malinowski, Kozłowski adattò il suo progetto preliminare alle esigenze espresse dalla LOPP sviluppando una dettagliata documentazione da proporre alla valutazione del governo polacco. Al modello venne assegnata la designazione ufficiale PZL.5.
Il prototipo costruito a cavallo del decennio, venne portato in volo per la prima volta nel maggio 1930, equipaggiato con un motore de Havilland Gipsy I da 85 hp. Le prime prove in volo vennero giudicate incoraggianti, tali da giustificare l'assemblaggio di ulteriori due cellule destinate alla preserie.

## Versioni e varianti
PZL.5
designazione del prototipo e dei due esemplari di preserie, equipaggiati con un motore de Havilland Gipsy I da 85 hp.
PZL.5a
versione di produzione in serie, caratterizzate da dimensioni leggermente ridotte nella fusoliera e nell'apertura alare, inoltre equipaggiato con un motore Gipsy III da 94 hp; realizzato in 11 esemplari più una conversione del prototipo.
PZL.5bis
designazione della conversione del prototipo allo standard della cellula del PZL.5a.
WK-3
evoluzione del PZL.5bis, indicato anche come PZL.8 (da non confondere con il PZL P.8), un esemplare realizzato in versione idrovolante a scarponi.

## Utilizzatori
Polonia
- Aeroclub nazionali

 Romania
- Aeroclub nazionali